# Meizu
Meizu Technology Co., Ltd. je čínská společnost, která vyrábí spotřební elektroniku, se sídlem v Ču-chaji v Kuang-tungu. V roce 2003 společnost založil středoškolský odpadlík Jack Wong, firma Meizu začala jako výrobce přehrávačů MP3 a později MP4. V roce 2008 Meizu rozšířil své zaměření i na chytré telefony, v roce 2015 prodal přes 20 milionů kusů a v roce 2017 je 11. největší výrobce smartphonů na světě. 

## Historie
Jack Wong (Huáng Zhāng, 黄章) založil společnost Meizu v roce 2003. Původně vyráběli přehrávače MP3 a v roce 2006 představili svůj první přehrávač MP4. Jejich nejpozoruhodnější přehrávač MP4 byl M6 Mini Player.
V dubnu 2007 Meizu oficiálně uvolnila smartphone Meizu M8, který byl velmi chválen pro kvalitu zvuku, výkon a atraktivní cenu. Kromě toho, že byl jedním z prvních telefonů s kapacitním dotykovým displejem, běžel na Mymobile operačním systému, založený na Microsoft Windows CE 6.0. Modernizovaná verze Meizu M8, Meizu M8SE, byla vydána 2. října 2009. Dne 1. ledna 2011 společnost vydala Meizu M9, jejich první smartphone založený na operačním systému Android. Tento přístroj byl považován za velký obchodní úspěch v Číně.
Meizu otevřel svou první pobočku mimo Čínu v Hongkongu v roce 2011. Později tohoto roku otevřela také pobočku v Rusku. Meizu MX byl vydán 1. ledna 2012, přesně rok po M9. Byl to první smartphone s operačním systémem Flyme OS, hluboce upravenou verzí Androidu. Meizu MX byl první telefon Meizu oficiálně uvolněný mimo Čínu, byl uvolněn v Hongkongu ve stejnou dobu. Quad-core verze Meizu MX byla uvolněna v červnu 2012.
V prosinci 2012 byl představen Meizu MX2. Tento smartphone běží na Flyme OS 2.0 založený na Androidu 4.1 Jelly Bean. Telefon byl produkován Foxconnem a šel na trh v Číně, Rusku, Izraeli a Hongkongu.
Meizu MX3 byl vydán v říjnu 2013 a je první smartphone s 128 GB interní paměti. 6. března 2014 uvedli na trh produkt Meizu MX3 ve Francii, v tomtéž roce se rozšířil i do Itálie a do Východní Evropy  V prosinci 2014 Meizu oznámili sérii výrobků M s první produktem Meizu M1 Note a v lednu 2015 druhý smartphone v řadě produktů M, Meizu M1. V březnu 2015 představili MX4 Ubuntu Edition, která byla představena na MWC. Od 20. července 2015 šlo Meizu MX4 Ubuntu Edition zakoupit v Evropské unii.
Dne 2. června 2015 Meizu oznámila nástupce Meizu M1 Note, Meizu M2 Note, který nabízí fyzické tlačítko domů a nový MediaTek octa-core procesor. Po Meizu M2 Note přišel Meizu M2. Má stejné fyzické tlačítko domů, a MediaTek 6753 Octa-Core procesor. Je dodáván s operačním systémem Flyme OS 4.5  Nástupce Meizu MX4, Meizu MX5, byl vyhlášen 30. června 2015, během velkého křtu v Pekingu. Zároveň Meizu také oznámila své první powerbanky a brýle pro virtuální realitu.
V září 2015 vydala Meizu novou sérii s názvem PRO series se smartphonem Meizu PRO 5. Toto zařízení bylo také později představeno na MWC roku 2016 a nakonec komerčně uvolněno v únoru 2016 jako alternativa edici s názvem Meizu PRO 5 Ubuntu Edition se systémem Ubuntu Touch. Meizu PRO 6 je nástupce PRO 5 a byl představen 13. dubna 2016. Je vybaven desetijádrovým procesorem Helio X25 SoC, 4 GB RAM a 5,2-palcovým displejem.
Meizu dále rozšířil své portfolio o M sérii výrobků Meizu M3, Meizu M3 Note, Meizu M3E a Meizu M3 Max v roce 2016. Stávající zařízení MX série je Meizu MX6, který byl představen 19. července 2016.
V poslední době se Meizu zaměřuje na nový smartphone s názvem Meizu M4.

## Produkty

### Chytré telefony

#### PRO série
PRO série byla představena na zahájení Meizu PRO 5 jako nástupce Meizu MX4 Pro. Představuje řadu stěžejních zařízení pro uživatele, kteří hledají výkonné zařízení s vysokým výkonem.
- Meizu PRO 5
- Meizu PRO 5 Ubuntu Edition
- Meizu PRO 6
- Meizu PRO 6 Plus Archivováno 6. 6. 2017 na Wayback Machine.

#### MX série
Série MX je řada smartphonů určená pro uživatele, kteří chtějí zařízení, umístěné mezi obecné mid-range zařízení, a top-of-the-line vlajková loď zařízení.
- Meizu MX
- Meizu MX2
- Meizu MX3
- Meizu MX4
- Meizu MX4 Ubuntu Edition
- Meizu MX4 Pro
- Meizu MX5
- Meizu MX6

#### M série
M series je řada smartphonů cílené na uživatele, kteří chtějí cenově dostupné a funkční smartphone.
- Meizu M1 Note
- Meizu M2
- Meizu M2 Note
- Meizu M3
- Meizu M3E
- Meizu M3
- Meizu M3 Max
- Meizu M3 Note
- Meizu M8
- Meizu M9
- Meizu M5
- Meizu M5 Note

#### U série
- Meizu U10
- Meizu U20

### MP3
- Meizu E2
- Meizu E5
- Meizu E3
- Meizu E3C
- Meizu MI V6
- Meizu MI-6
- Meizu MĚ V7
- Meizu MI V6
- Meizu MI-6
- Meizu MI V7
- Meizu M3
- Meizu M6 TS
- Meizu M6 TP
- Meizu M6 SP
- Meizu M6 SL
- Meizu X2
- Meizu X3
- Meizu X6